# العلاقات البلجيكية الهايتية
العلاقات البلجيكية الهايتية هي العلاقات الثنائية التي تجمع بين بلجيكا وهايتي.

## مقارنة بين البلدين
هذه مقارنة عامة ومرجعية للدولتين:
| وجه المقارنة                                              | بلجيكا                                                                              | هايتي                                |
| --------------------------------------------------------- | ----------------------------------------------------------------------------------- | ------------------------------------ |
| المساحة (كم2)                                             | 30.53 ألف                                                                           | 27.75 ألف                            |
| عدد السكان (نسمة)                                         | 11.37 مليون                                                                         | 10.98 مليون                          |
| الكثافة السكانية (ن./كم²)                                 | 372.42                                                                              | 395.68                               |
| العاصمة                                                   | بروكسل                                                                              | بورت أو برانس                        |
| اللغة الرسمية                                             | اللغة الهولندية، لغة فرنسية، اللغة الألمانية                                        | لغة فرنسية، اللغة الكريولية الهايتية |
| العملة                                                    | يورو، فرنك بلجيكي                                                                   | جوردة هايتية                         |
| الناتج المحلي الإجمالي (بليون دولار)                      | 492.68 مليار                                                                        | 8.41 مليار                           |
| الناتج المحلي الإجمالي (تعادل القوة الشرائية) بليون دولار | 514.74 مليار                                                                        | 18.82 مليار                          |
| الناتج المحلي الإجمالي الاسمي للفرد دولار أمريكي          | 40.32 ألف                                                                           | 818                                  |
| الناتج المحلي الإجمالي للفرد دولار أمريكي                 | 43.44 ألف                                                                           | 1.73 ألف                             |
| مؤشر التنمية البشرية                                      | 0.890                                                                               | 0.483                                |
| رمز المكالمات الدولي                                      | +32                                                                                 | +509                                 |
| رمز الإنترنت                                              | .be                                                                                 | .ht                                  |
| المنطقة الزمنية                                           | توقيت وسط أوروبا، ت ع م+01:00، ت ع م+02:00، توقيت وسط أوروبا الصيفي، أوروبا/بروكسل ‏ | 00                                   |

## منظمات دولية مشتركة
يشترك البلدان في عضوية مجموعة من المنظمات الدولية، منها:
| علم المنظمة | اسم المنظمة                               | تاريخ انضمام بلجيكا | تاريخ انضمام هايتي |
| ----------- | ----------------------------------------- | ------------------- | ------------------ |
|             | الاتحاد البريدي العالمي                   | ?                   | ?                  |
|             | مؤسسة التنمية الدولية                     | 2 يوليو 1964        | 13 يونيو 1961      |
|             | منظمة حظر الأسلحة الكيميائية              | ?                   | ?                  |
|             | منظمة التجارة العالمية                    | ?                   | ?                  |
|             | الأمم المتحدة                             | 27 ديسمبر 1945      | 24 أكتوبر 1945     |
|             | وكالة ضمان الاستثمار متعدد الأطراف        | 18 سبتمبر 1992      | 11 ديسمبر 1996     |
|             | منظمة الشرطة الجنائية الدولية             | ?                   | ?                  |
|             | مؤسسة التمويل الدولية                     | 27 ديسمبر 1956      | 20 يوليو 1956      |
|             | الاتحاد الدولي للاتصالات                  | 1866                | 10 أكتوبر 1927     |
|             | البنك الدولي للإنشاء والتعمير             | 27 ديسمبر 1945      | 8 سبتمبر 1953      |
|             | المركز الدولي لتسوية المنازعات الاستشارية | 26 سبتمبر 1970      | 26 نوفمبر 2009     |
|             | يونسكو                                    | 29 نوفمبر 1946      | 18 نوفمبر 1946     |

## أعلام
هذه قائمة لبعض الشخصيات التي تربطها علاقات بالبلدين:
- ريغينال غورو (لاعب كرة قدم، 31 ديسمبر 1987[21] – )

## وصلات خارجية
- موقع وزارة الخارجية البلجيكية
- موقع وزارة الخارجية الهايتية